# Département de San-Pédro
Pour les articles homonymes, voir Département de San Pedro.
Le département de San-Pédro est un département de Côte d'Ivoire. 